# Place de Maud'huy
La place de Maud'huy est une voie de Metz en Moselle.

## Situation et accès
Elle est située à Metz devant le lycée Georges-de-La-Tour (ancien lycée de jeunes filles). 

## Origine du nom
Elle porte le nom du général Louis Ernest de Maud'huy (1857-1921) natif de Metz.

## Historique
Aménagée en juin 1871 peu après l’annexion à l'Empire allemand, elle s’appelait alors place de la Reine-Louise (Königin Luise Platz) en l’honneur de la mère de l’empereur Guillaume Ier, haute figure patriotique allemande, devant servir d’exemple aux lycéennes. Le lycée de jeunes filles conçu par l’architecte Conrad Wahn est inauguré en 1910 par Guillaume II, l’impératrice et leur fille Victoria-Louise de Prusse.
Le lycée de jeunes filles deviendra mixte dans les années 1960/1970. 
Un parking souterrain aménagé sous la place est inauguré le 12 juin 2001 par le maire Jean-Marie Rausch.

## Bâtiments remarquables et lieux de mémoire
La place, voisine depuis 1919 de l’hôpital Notre-Dame-de-Bon-Secours, se trouve sur le chemin menant du quartier du Sablon au stade Saint-Symphorien. Elle offre, avec ses bancs et ses arbres, un point de verdure entre la Nouvelle Ville et le quartier impérial.